# Belovsky (huyện của tỉnh Kursk)
Huyện Belovsky (tiếng Nga: ? райо́н) là một huyện hành chính tự quản (raion), của Tỉnh Kursk, Nga. Huyện có diện tích 965 kilômét vuông. Trung tâm của huyện đóng ở Belaya.